# مسجد ملي ملي
مسجد ملي ملي أو مسجد ململي هو مسجد من مساجد مدينة تونس، يقع بشمال المدينة.

## الموقع
يقع المسجد بنهج الباشا عدد 93.

## التّسمية
استمدّ المسجد تسميته من اسم مؤسّسه الباش حامبة سليمان ململي، رجل دولة و مبعوث خاص لحمودة باشا بأوروبا، توفّي سنة 1823 ميلادي الموافق ل1239 هجري.

## التّاريخ
تمّ بناؤه في العهد الحسيني.

## معرض الصّور

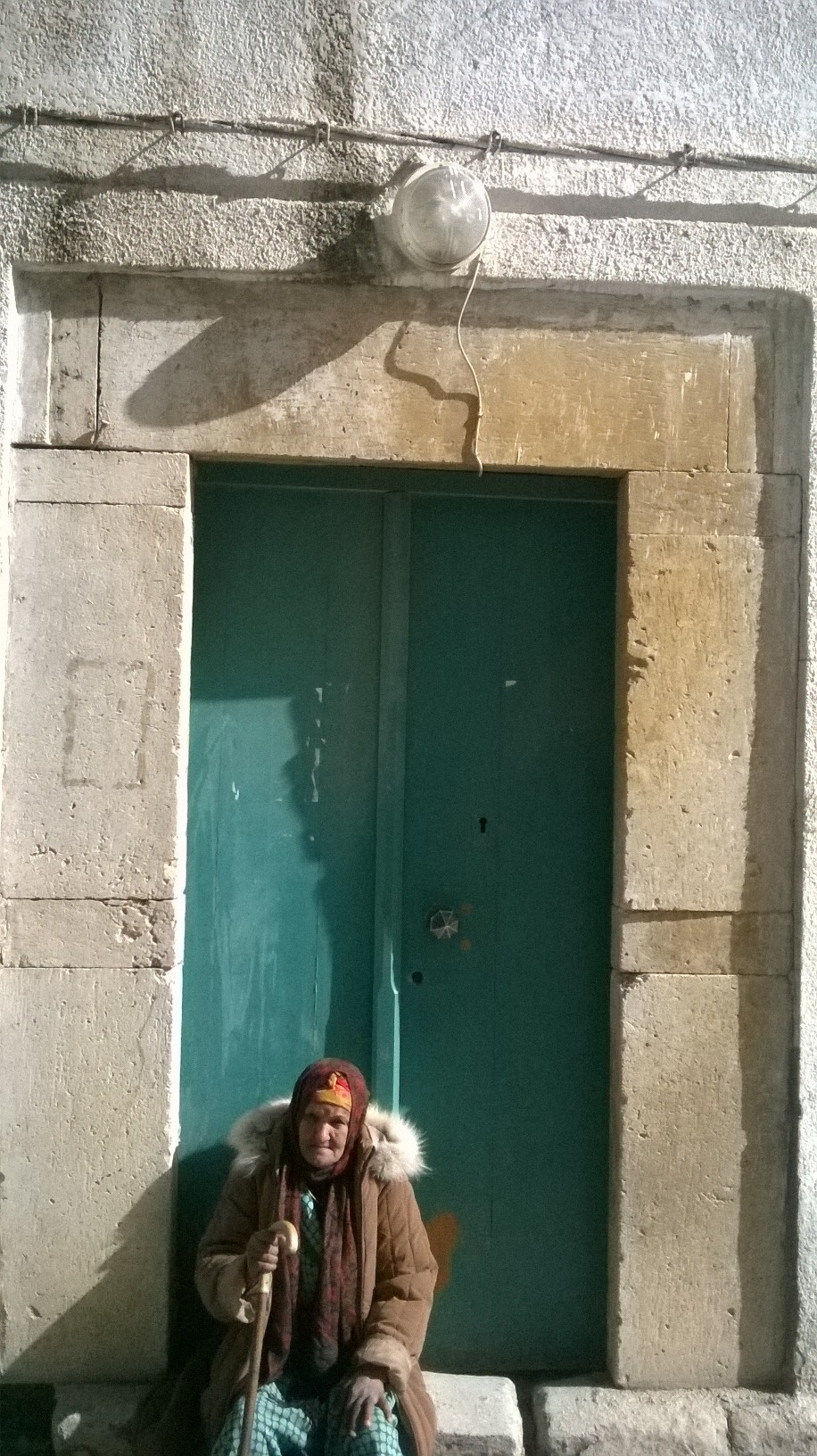
مدخل المسجد
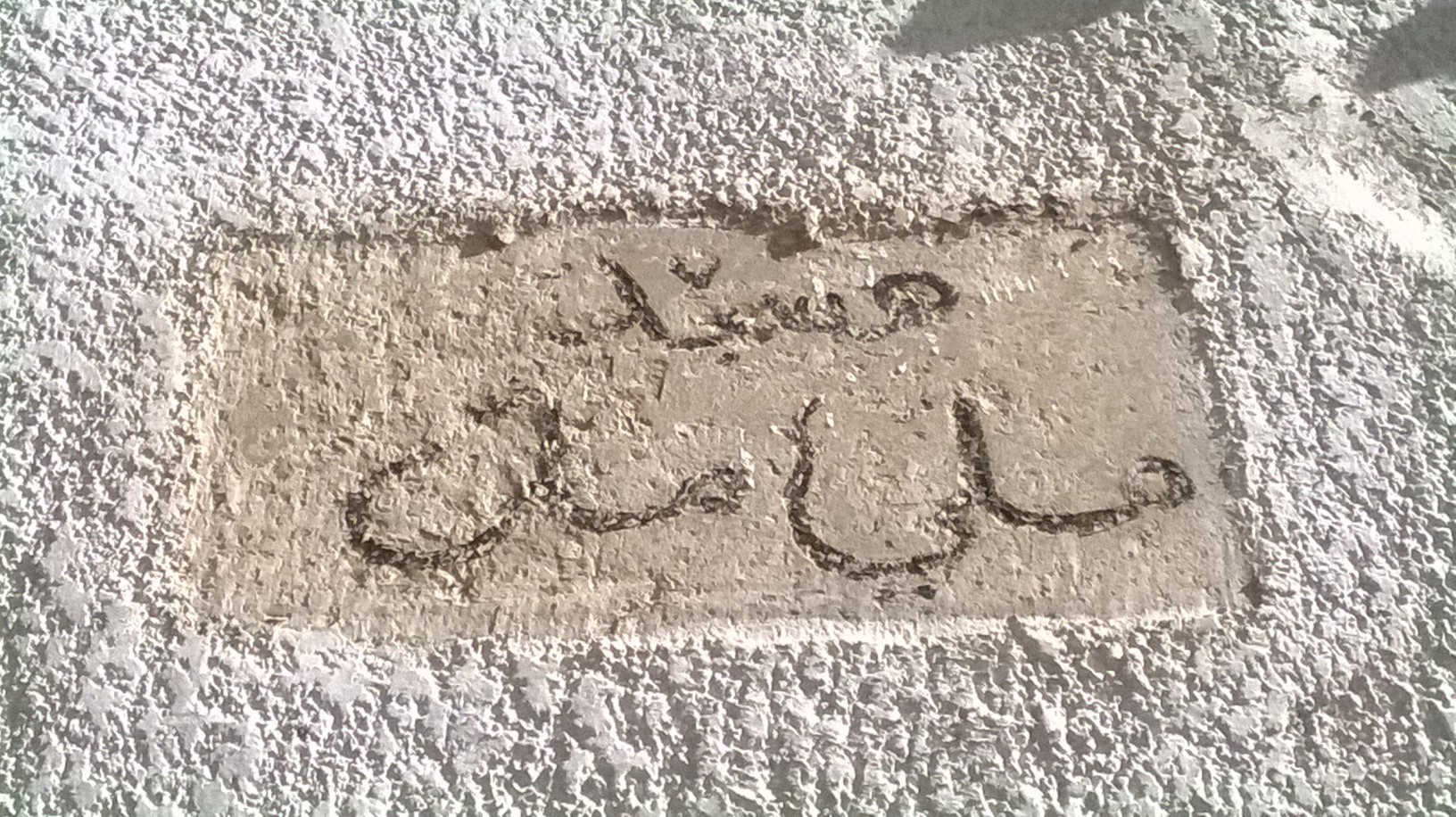
لوحة كتب عليها اسم المسجد